# Liste von Persönlichkeiten der Stadt Ploiești

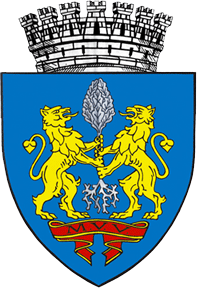
Wappen der Stadt Ploiești

Die folgende Liste enthält Personen, die in der rumänischen Stadt Ploiești geboren wurden. Die Liste erhebt keinen Anspruch auf Vollständigkeit.

## In Ploiești geborene Persönlichkeiten

### Ab 1800

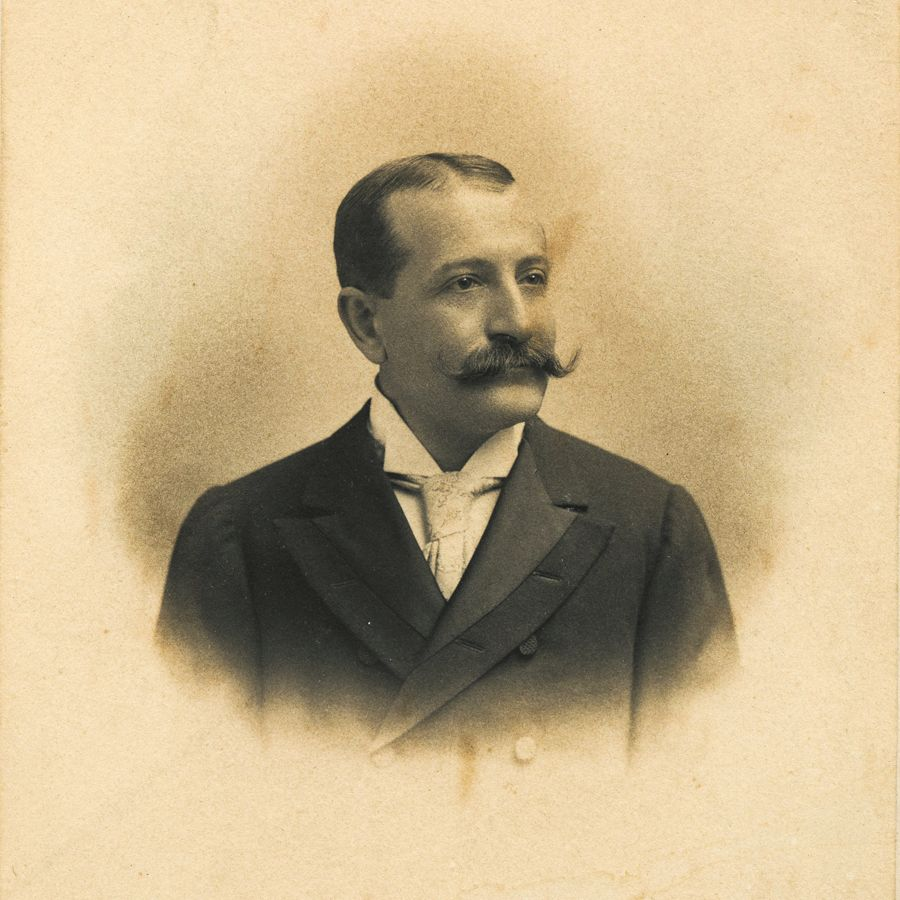
Take Ionescu

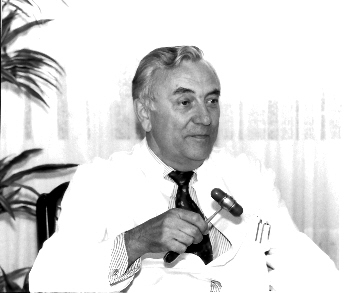
Ion N. Petrovici

- Take Ionescu (1858–1922), Außenminister, sowie Premierminister Rumäniens 1920–21[1]
- Lazare Sainéan (1859–1934), Romanist mit Wirkungszeit in Frankreich
- Georges Manolescu (1871–1908), Hoteldieb und Hochstapler
- Ștefan Gheorghiu (1879–1914), Arbeiterführer
- Paul Constantinescu (1909–1963), Komponist
- Emilia Comișel (1913–2010), Musikethnologin
- Constantin Bugeanu (1916–1998), Komponist, Dirigent und Musikpädagoge
- Corneliu Mănescu (1916–2000), Politiker und Diplomat
- József Réti (1925–1973), Tenor
- Geta Brătescu (1926–2018), Künstlerin
- Clarette Wachtel (1926–2011), Malerin, Buchillustratorin[2]
- Sergiu Singer (1928–2018), Architekt, Bühnenbildner, Schriftsteller und Gastrosoph
- Ion N. Petrovici (1929–2021), Neurologe

### 1930 bis 1970

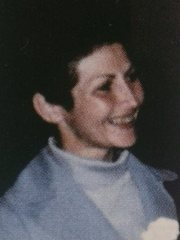
Atanasia Ionescu

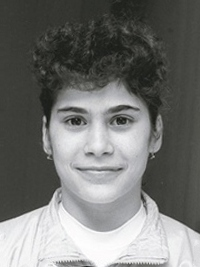
Celestina Popa

- Liviu Librescu (1930–2007), Professor für Maschinenbau
- Ion Neacșu (1930–1988), Fußballspieler
- Nichita Stănescu (1933–1983), Dichter
- Peter Jacobi (* 1935), Bildhauer
- Atanasia Ionescu (1935–1990), Kunstturnerin
- Mihai Ionescu (Fußballspieler, 1936) (1936–2011), Fußballspieler und Sportfunktionär
- Horst Ganea (1938–2006), Maler, Grafiker, Karikaturist, Fotograf
- Walther Umstätter (1941–2019), Bibliothekswissenschaftler (zuletzt an der Humboldt-Universität zu Berlin)
- Mircea Coșea (* 1942), Politiker und MdEP
- Elena Ceampelea (* 1947), Kunstturnerin
- Horia-Victor Toma (* 1955), Politiker und MdEP
- Mariana Constantin (* 1960), Kunstturnerin
- Mihaela Stănculescu-Vosganian (* 1961), Komponistin
- Silvia Ciornei (* 1970), Politikerin und MdEP
- Leonard Doroftei (* 1970), Boxer und Sportfunktionär
- Mihai Dumitrașcu (* 1970), Bobfahrer
- Nicoleta Matei (* 1970), Sängerin, Teilnehmerin am Eurovision Song Contest 2008
- Costel Nitescu (* 1970), Geiger
- Celestina Popa (* 1970), Kunstturnerin
- Ștefan Preda (* 1970), Fußballspieler und -trainer

### Ab 1971

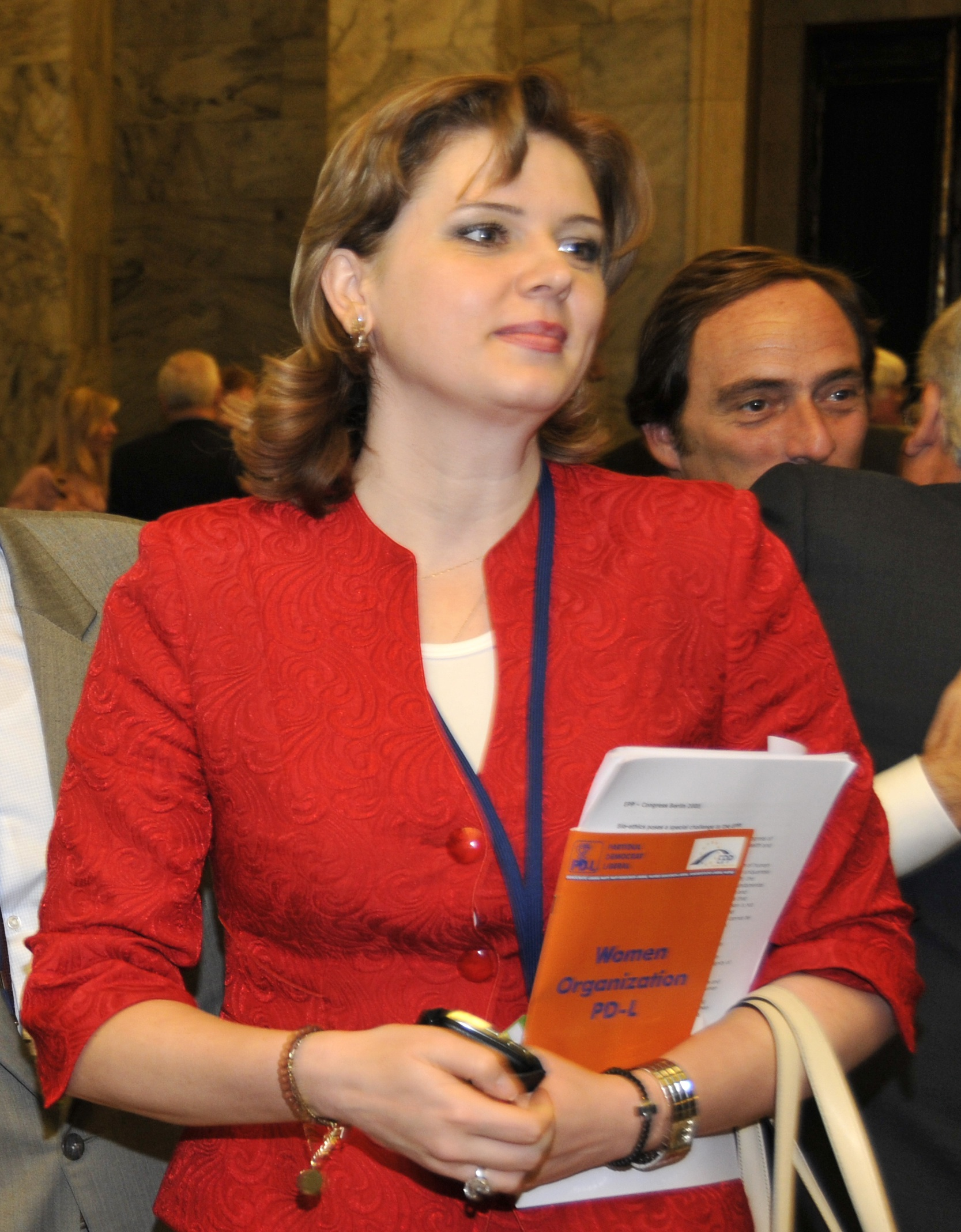
Roberta Anastase

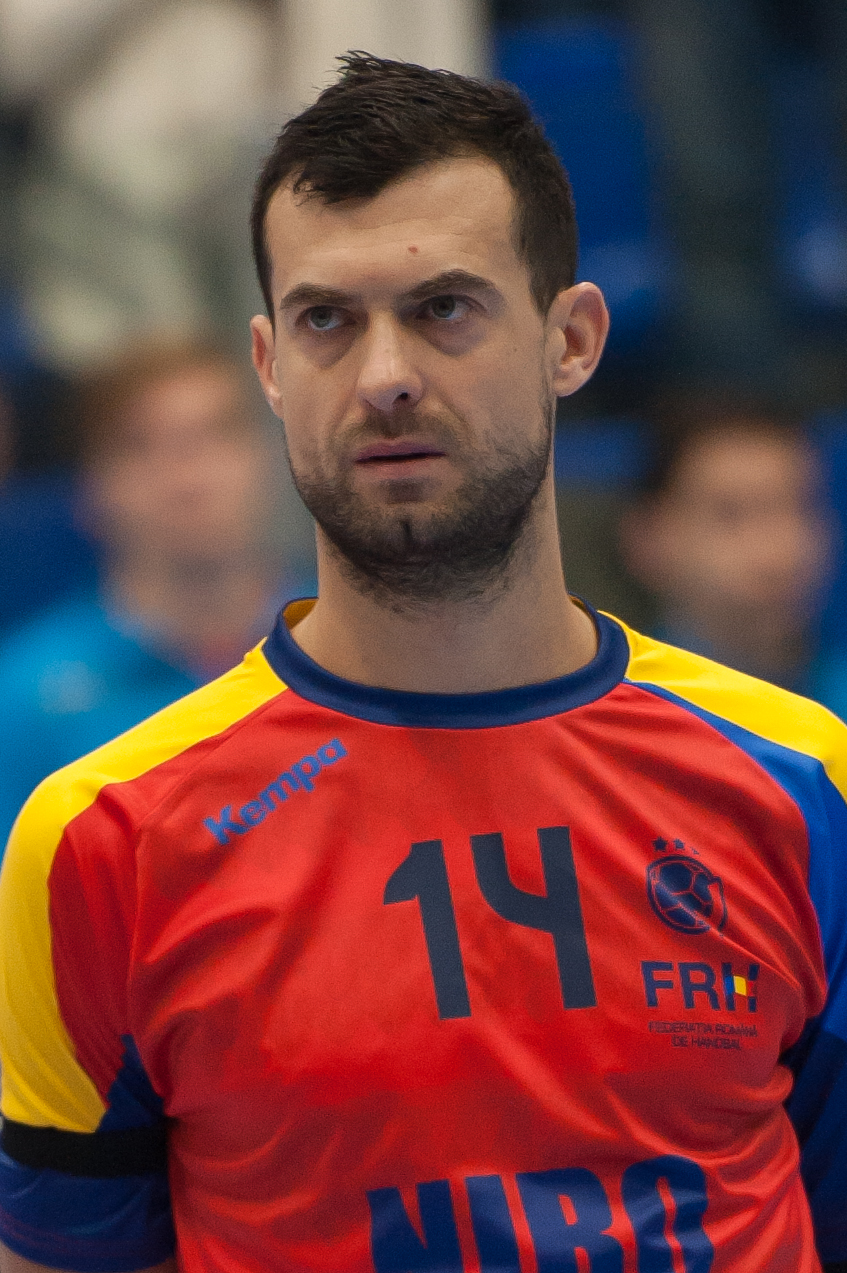
Laurențiu Mihai Toma

- Diana Moș (* 1972), Geigerin, Musikwissenschaftlerin und Rektorin der Nationalen Musikuniversität Bukarest
- Marian Sandu (* 1972), Ringer
- Marius Măldărășanu (* 1975), Fußballspieler
- Roberta Alma Anastase (* 1976), Politikerin und MdEP
- Levente Bartha (* 1977), Bobfahrer und Speerwerfer
- Mihaela Sandu (* 1977), Schachspielerin
- Adrian Diaconu (* 1978), Boxer
- Cezar (* 1980), Countertenor
- Florin Nicolae (* 1980), Handballspieler
- Corina Ungureanu (* 1980), Kunstturnerin und -trainerin
- Maria Dinulescu (* 1981), Schauspielerin
- Laurențiu Mihai Toma (* 1981), Handballspieler
- Alina Alexandra Dumitru (* 1982), Judoka
- Claudiu Grozea (* 1982), Eisschnellläufer
- Liviu Băjenaru (* 1983), Fußballspieler
- Andreea Bălan (* 1984), Sängerin
- Laurențiu Marinescu (* 1984), Fußballspieler
- Raluca Diaconu (* 1986), Sängerin, Musikpädagogin und Radiomoderatorin
- Daniela Dumitru (* 1987), Eisschnellläuferin
- Constantin Budescu (* 1989), Fußballspieler
- Valentin Lazăr (* 1989), Fußballspieler
- Tzancă Uraganu (* 1990), Sänger
- Dragoș Dima (* 1992), Tennisspieler
- Mihai Pîslaru (* 1999), Sprinter